# Rio Alagnon
O rio Alagnon é um rio localizado nos departamentos de Cantal, Haute-Loire e Puy-de-Dôme, no centro da França. É afluente, pela margem esquerda, do rio Allier. Nasce perto de Laveissière e do Plomb du Cantal, no Massif Central. O rio Alagnon corre para nordeste, passando pelos seguintes departamentos e comunas:
- Cantal: Murat, Massiac
- Haute-Loire: Lempdes-sur-Allagnon
- Puy-de-Dôme: Beaulieu

Conflui com o rio Allier em Auzat-la-Combelle.